# The Fat of the Land
The Fat of the Land je třetí studiové album elektronické skupiny Prodigy, které vyšlo 1. července 1997 na XL Recordings.
Album se zapsalo do Guinnessovy knihy rekordů jako nejrychleji se prodávající britské album roku 1999. Bylo nominováno na Grammy i Mercury Prize a zařazeno do knihy 100 alb která musíte slyšet než zemřete. Pozornost na sebe strhla kontroverzní videa „Smack My Bitch Up“ a „Firestarter“, písně z této desky byly použity v mnoha filmech (viz níže).

## Zajímavosti
Skladba „Mindfields“ zazněla ve filmu Matrix, „Smack My Bitch Up“ ve filmu Charlieho andílci a Closer. „Funky Shit“ byla použita ve filmu Horizont události. Dále bylo několik skladeb z tohoto alba použito jako soundtrack ve hře Earth 2140. Skladba „Serial Thrilla“ obsahuje riff, který používají Skunk Anansie. V písni „Funky Shit“ se objevuje motiv použitý v písni „Root Down“ od Beastie Boys, „Fuel My Fire“ je cover verzí jedné písně z alba Hungry for Stink skupiny L7. Motiv ve skladbě „Smack My Bitch Up“ je částečně převzatý z písně „Give the Drummer Some“ pocházející od Ultramagnetic MCs. Některé samply z alba byly použity ve zvukové stopě korejského filmu 원더풀 데이즈 (Wonderful Days, Zkáza Ecobanu).

## Seznam skladeb
1. Smack My Bitch Up – 5:42
2. Breathe – 5:35
3. Diesel Power – 4:17
4. Funky Shit – 5:16
5. Serial Thrilla – 5:11
6. Mindfields – 5:40
7. Narayan – 9:05
8. Firestarter – 4:40
9. Climbatize – 6:36
10. Fuel My Fire – 4:19
11. Molotov Bitch (bonus na japonské verzi) – 4:51
12. One Man Army (bonus na japonské verzi) – 4:45

## Obsazení

### The Prodigy
- Keith Flint – zpěv
- Liam Howlett – mix, producent
- Maxim Reality – zpěv

Hosté
- Shahin Badar – zpěv ("Smack My Bitch Up")
- Matt Cameron – bicí
- Jim Davies – kytara
- Kool Keith – zpěv ("Smack My Bitch Up", "Diesel Power")
- Crispian Mills – zpěv ("Narayan")
- Tom Morello – kytara ("No Man Army")
- Saffron – zpěv ("Fuel My Fire")
- Skin – zpěv ("Serial Thrilla")